# Cedric Bixler-Zavala
Cedric Bixler-Zavala (nacido el 4 de noviembre de 1974 en Redwood City, California) es un músico estadounidense conocido por su trabajo como vocalista y compositor de la banda de rock progresivo The Mars Volta, y como vocalista y ocasional guitarrista del grupo de post-hardcore At The Drive-In. Actualmente es el cantante de la banda de rock Antemasque, y también canta y toca la guitarra en su banda Zavalaz. Además, participó como baterista para diversas bandas, incluyendo el proyecto de música dub De Facto y más recientemente junto a Big Sir y Anywhere.

## Biografía
Bixler-Zavala nació en Redwood City, California y criado en El Paso (Texas). Su padre, Dennis Bixler-Márquez, nació en la Ciudad de México de un hombre blanco estadounidense de ascendencia alemana parcial y una mujer mexicana. Su madre, Rosa Zavala, es mexicano-estadounidense y nació en El Paso. Su padre es profesor de Estudios Chicanos en UTEP. Sus padres eran bilingües, pero Bixler-Zavala dice que su dominio del español correcto se limita al "spanglish".
Cuando era niño, su padre le enseñó a leer y escribir primero en español. Su padre también lo envió a practicar su español en la escuela primaria Juan de Dios Peza en  Ciudad Juárez (Chihuahua).
A principios de la década de 1990, Bixler-Zavala tocaba la batería y era vocalista de una banda llamada Foss que incluía a Beto O'Rourke en el bajo antes de la carrera política de este último.
Es el líder del aclamado grupo de rock The Mars Volta, así como también el cantante oficial de la banda post-hardcore At the Drive-In. Trabaja frecuentemente con Omar Rodríguez-López, que es su amigo y un colaborador muy cercano.
Desde que trabaja con The Mars Volta, Cedric ha abandonado en gran medida sus emotivos gritos de juventud, para cantar en un registro más alto, melismáticamente. En algunos momentos se acerca al registro de silbido. También es notable por experimentar continuamente con efectos vocales, logrando que suene como si cantase por teléfono, bajo el agua o como una laringe mecánica. Omar Rodríguez-López incluso ha comentado en alguna ocasión que la enorme capacidad de Cedric de distorsionar la voz impide que The Mars Volta tenga un guitarrista rítmico.
Bixler-Zavala tiene un tipo de voz de tenor con un rango vocal que abarca desde G#2 a D6, además de un rango posible especulado que llega tan bajo como E2 y tan alto como C7. Su trabajo vocal abarca muchos estilos diferentes, que van desde gritos rítmicos consistentes (comunes en su canto con At the Drive-In) hasta falsete controlado y canto de voz de cabeza (una marca registrada familiar de su canto con Mars Volta). En 2016, también se reveló que Bixler-Zavala desarrolló nódulos vocales, lo que provocó que se cancelaran espectáculos durante la gira.
A Bixler-Zavala le gusta el humor al estilo de Frank Zappa y escribe en inglés, spanglish y latín. Sus letras tienen un vocabulario amplio y a menudo presentan juegos de palabras complicados, también utiliza acrónimos: la combinación de palabras existentes, o partes de palabras, para crear una nueva palabra. La canción "Noctourniquet", por ejemplo, combina "nocturnal" (activo por la noche) y "tourniquet" (un dispositivo médico para detener el sangrado). Ha declarado: "Me encanta tomar dichos comunes, pervertirlos, mutarlos un poco. Así que piensas que estoy cantando una cosa, pero cuando lo lees, es diferente". Ha descrito a Mark E. Smith de The Fall como "uno de los pilares de influencia para mí como letrista".
Las letras de Cedric son frecuentemente tan abstrusas que llegan al punto de parecer que no tienen sentido. Estas letras mezclan metáforas contrastantes, normalmente relacionadas con lo grotesco, en un ejercicio de ficción especulativa.
Ha citado una gran variedad de influencias, como Werner Herzog, Luis Buñuel, Neu!, Doctor Who, y cuentos folclóricos mexicanos. Adornos corrientes en su trabajo son skin grafts, jet lag y lepers. También ha experimentado con letras bilingües, cambiando del inglés al español varias veces durante el transcurso de una canción.
El álbum De-Loused in the Comatorium, aclamado por la crítica, fue acompañado por una novela con el mismo nombre, escrita por Cedric y Jeremy Ward con el estilo metafórico de sus letras.

## Historial de bandas
- The Fall on Deaf Ears
- Alabaz Relxib Cirdec
- Phantasmagoria
- The Dregtones
- At The Drive-In
- De Facto
- The Mars Volta
- Omar Rodríguez López Group
- Anywhere
- El Grupo Nuevo de Omar Rodríguez López
- Antemasque

## Apariciones como invitado
- Rise Above: 24 Black Flag Songs to Benefit the West Memphis Three – varios artistas junto a Rollins Band (2002)
- Decomposition – Thavius Beck
- Plasticity Index – Sand Which Is
- White People – Handsome Boy Modeling School (2004)
- Blood Mountain – Mastodon (2006)
- I'll Sleep When You're Dead – El-P (2007)
- Vivid Green – Nobody (2013)